# Hypsicera ecarinata
Hypsicera ecarinata là một loài tò vò trong họ Ichneumonidae.